# Riazzolo
(Ambrogio Palestra)
Riazzolo (AFI: /rjaʦˈʦɔlo/; detto anche Cascina Riazzolo; Riazzoeu in dialetto milanese) è una frazione di Albairate in provincia di Milano, distante circa due chilometri dal centro storico del comune di appartenenza.

## Geografia fisica

### Territorio
La località di Riazzolo nel comune di Albairate è caratterizzata da un ambiente prevalentemente pianeggiante, tipico della Pianura padana, contraddistinto a tratti da coltivazioni e da boschi, questi ultimi in misura da coprire la quasi totalità del suolo.
Il territorio di Riazzolo confina a nord con la frazione di Battuello del comune di Corbetta, ad est con il comune di Cisliano, a ovest e a sud col territorio del comune di appartenenza.

### Geologia e idrografia
Morfologicamente, il territorio di Riazzolo è caratterizzato dall'ambiente pianeggiante tipico della pianura padana, prevalentemente adatto a boschi o coltivazioni. L'altitudine è di circa 126 m s.l.m.
Uno degli aspetti più significativi dell'idrografia di Riazzolo come delle zone limitrofe all'abitato sono le risorgive, che un tempo avevano ampia rilevanza economica per l'agricoltura e oggi costituiscono una delle attrazioni principali del Parco Agricolo Sud Milano. Oltre a questi il territorio è attraversato dal Canale Scolmatore di Nord Ovest.

### Sismologia
Dal punto di vista sismico, Riazzolo presenta un rischio molto basso ed è stata classificata come il comune zona 4 (bassa sismicità) dalla protezione civile nazionale.

### Clima
Il clima di Riazzolo è quello continentale, tipico delle pianure settentrionali italiane con inverni freddi e abbastanza rigidi con diverse giornate di gelo, col fenomeno della nebbia; le estati, che risentono di elevate temperature che possono superare i 30 °C, presentano una umidità che può raggiungere l'80% causando quel fenomeno di caldo umido comunemente chiamato "afa". L'umidità non è comunque presente solo d'estate, ma è molto elevata tutto l'anno. I dati provenienti dalla vicina stazione meteorologica di Milano Malpensa, ad ogni modo, indicano, in base alla media trentennale di riferimento (1961-1990) per l'Organizzazione Mondiale della Meteorologia, che la temperatura media del mese più freddo, gennaio, si attesta attorno a -4 °C; quella del mese più caldo, luglio, è appena sopra i +28 °C.
La frazione appartiene alla zona climatica E, 2360 GR/G. Riazzolo, come del resto gran parte dei borghi della Pianura Padana, soffre di scarsa ventilazione.
La piovosità si concentra principalmente in autunno e in primavera con un minimo relativo invernale e con una media annua superiore ai 1000 mm, con un minimo relativo invernale.
| RIAZZOLO                           | Mesi | Mesi   | Mesi   | Mesi   | Mesi  | Mesi  | Mesi  | Mesi   | Mesi   | Mesi  | Mesi  | Mesi  | Stagioni | Stagioni | Stagioni | Stagioni | Anno |
| RIAZZOLO                           | Gen  | Feb    | Mar    | Apr    | Mag   | Giu   | Lug   | Ago    | Set    | Ott   | Nov   | Dic   | Inv      | Pri      | Est      | Aut      | Anno |
| ---------------------------------- | ---- | ------ | ------ | ------ | ----- | ----- | ----- | ------ | ------ | ----- | ----- | ----- | -------- | -------- | -------- | -------- | ---- |
| T. max. media (°C)                 | 5    | 8      | 13     | 18     | 22    | 26    | 29    | 28     | 24     | 18    | 10    | 5     | 6        | 17,7     | 27,7     | 17,3     | 17,2 |
| T. min. media (°C)                 | −2   | 0      | 3      | 7      | 11    | 15    | 17    | 17     | 14     | 8     | 4     | −1    | −1       | 7        | 16,3     | 8,7      | 7,8  |
| Precipitazioni (mm)                | 64   | 63     | 95     | 82     | 82    | 97    | 65    | 68     | 69     | 100   | 101   | 60    | 187      | 259      | 230      | 270      | 946  |
| Umidità relativa media (%)         | 86   | 78     | 71     | 75     | 72    | 71    | 71    | 72     | 74     | 81    | 85    | 86    | 83,3     | 72,7     | 71,3     | 80       | 76,8 |
| Eliofania assoluta (ore al giorno) | 2    | 3      | 5      | 6      | 7     | 8     | 9     | 8      | 6      | 4     | 2     | 2     | 2,3      | 6        | 8,3      | 4        | 5,2  |
| Vento (direzione-m/s)              | SW 2 | SW 4,6 | SW 4,6 | SW 4,6 | S 4,6 | S 4,6 | S 4,6 | SE 2,0 | SW 2,0 | S 2,0 | S 2,0 | S 2,0 | 2,9      | 4,6      | 3,7      | 2,0      | 3,3  |

## Etimologia
Secondo lo studioso abbiatense Ambrogio Palestra, il nome di Riazzolo deriverebbe da "piccolo rivo" in riferimento alla presenza di molteplici fontanili nell'area.

## Storia

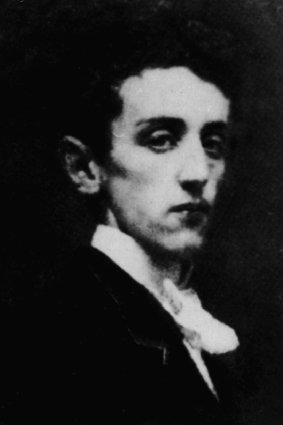
L'archeologo e letterato Carlo Dossi scoprì le tracce di antichi insediamenti alla cascina Riazzolo che era compresa tra le sue proprietà

La storia di Riazzolo è pressoché simile a quella del comune di appartenenza di Albairate, di cui costituisce un nucleo particolarmente antico per quanto isolato rispetto al centro storico.
Numerosi oggetti di epoca celtica e romana sono stati ritrovati all'inizio del Novecento dall'archeologo e letterato italiano Carlo Dossi, il quale riscoprì proprio a Riazzolo una necropoli dell'età del bronzo. I reperti in questione sono collocati oggi nella vicina città di Corbetta presso il museo Pisani-Dossi in quanto, l'autore del ritrovamento alla fine dell'Ottocento li aggiunse alla propria collezione archeologica.
Sempre al merito dei Pisani-Dossi va ascritta la conservazione della parte monumentale di Riazzolo, che ancora oggi ha il suo centro costituito da una cascina di origini cinquecentesche, rimaneggiata nel corso del Settecento, pur conservando attualmente alcune parti originarie. Tra queste si trova un'ampia serie di abitazioni di stile signorile risalenti al Seicento ed edificate dagli spagnoli che qui avevano organizzato una guarnigione per presidiare i boschi circostanti, all'epoca infestati da briganti.
Al 1913 risale invece l'istituzione dell'azienda faunistico-venatoria Pisani-Dossi che ha consentito di preservare intatto l'ambiente originario e boschivo dell'area, ove ancora oggi risiedono specie animali e vegetali di grande pregio e interesse naturalistico.
Durante la Grande Guerra, Riazzolo ebbe in tutto 10 caduti, commemorati da un monumento realizzato nel 1962 e posto lungo il viale che conduce alla locale chiesa di Santa Teresa. Tra questi si ricorda lo zappatore Augusto Armé, medaglia d'argento al valor militare, del 54º reggimento fanteria.
Durante la seconda guerra mondiale, il borgo e più in particolare il bosco di Riazzolo furono la sede operativa principale della resistenza partigiana dell'area legata a Leopoldo Fagnani e ancor più a Pierino Beretta che da dopo l'8 settembre 1943 si era occupato di recuperare tutte le armi possibili abbandonate dai repubblichini ed occultare nel bosco i renitenti alla leva, unendoli alle squadre partigiane. È sempre da Riazzolo che il Beretta organizzava partenze di questi nuovi affiliati alla volta della Valsesia e una serie di sabotaggi del sistema di comunicazioni stradali e ferroviarie su tutto il territorio del magentino. Tra il 9 ed il 10 agosto 1944, dopo la cattura e la delazione di Luigi Cucchi, gran parte del gruppo di Riazzolo viene catturato.

## Edifici Notevoli

### La chiesa di Santa Teresa

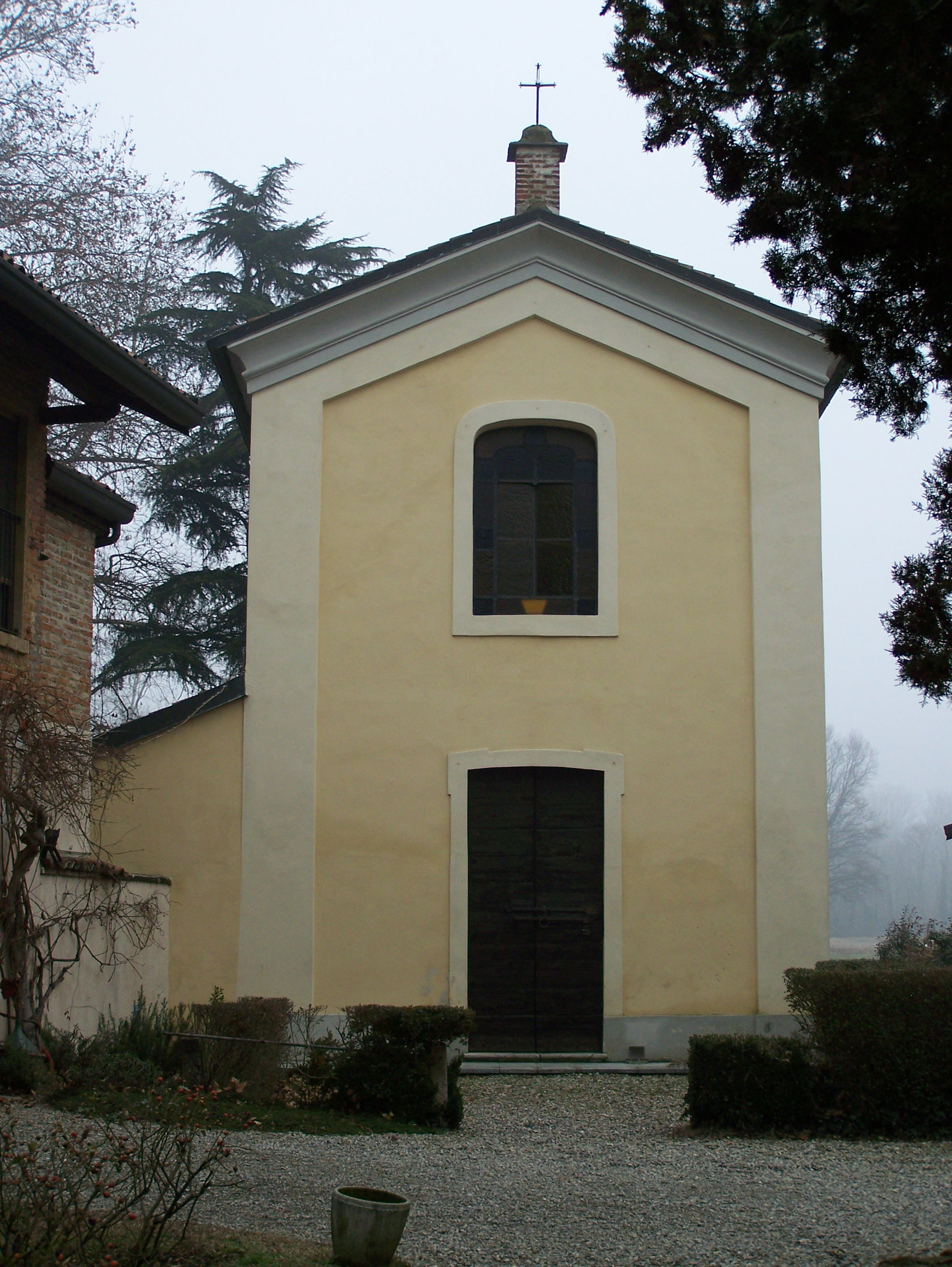
La chiesa di Santa Teresa a Riazzolo

Sita in località Riazzolo, la piccola chiesa di Santa Teresa venne edificata nel corso del Settecento come tutto l'antico complesso rurale e residenziale dell'area. Come riporta una targa interna alla struttura, essa venne consacrata nel 1737 dal prevosto di Corbetta, don Carlo Rusca, probabilmente su una struttura di origini precedenti.
La chiesa si presenta come un tempio di modeste dimensioni, con facciata a decorata con tinte bianche e gialle e mossa da lesene e decorazioni a stucco, un timpano al termine della struttura. Il resto della chiesa si presenta invece esternamente a mattoni vivi, che contraddistinguono anche l'area del presbiterio, stondato.
L'interno, contraddistinto da un'unica navata, è in stile barocco, semplice ma raffinato, con la particolarità del grande finestrone sovrastante il portale d'ingresso che dà luce all'interno della struttura, che dispone inoltre di due finestrelle nell'area dell'altare. La chiesa dispone anche di un piccolo campanile al concerto di due campane.
Di fronte alla chiesa, si trova un piccolo piazzale a ghiaietto con un viale di piccoli cipressi e una colonna marmorea con un'aquila di bronzo, sotto la quale è posta una targa a ricordo dei caduti della prima guerra mondiale nella frazione.
La chiesa dipende attualmente dalla parrocchia di Albairate, ma rimane un patronato della famiglia corbettese dei Pisani-Dossi (oggi passata ai Macchi di Cellere) che la acquistò nel 1908 e la ristrutturò per interessamento di Carlo Dossi. Oggi la chiesa viene utilizzata solo occasionalmente, soprattutto nel caso di matrimoni che abbinino a ristorante un vicino agriturismo, gittante sulla piazzetta della chiesa.

## Il Bosco di Riazzolo e l'Azienda faunistico-venatoria "Pisani-Dossi"

### Il bosco ieri e oggi
Le aree boschive caratterizzano il paesaggio più tipico della frazione di Riazzolo, una superficie di natura che si estende su un totale di quasi 65 ettari, compresi nei territori comunali di Albairate, Cisliano e Corbetta. La struttura del parco, per nulla artefatta nei secoli, rappresenta un'ultima sezione di quello che anticamente doveva essere la tipica boscaglia ravvisabile nelle aree lombarde sino a prima della rivoluzione industriale (foresta planiziale) e come tale esso è oggi dichiarato area protetta.
Il bosco è costituito da moltissime essenze arboree ed alberi ad alto fusto quali la farnia ed il carpino bianco, oltre al melo, al ciliegio, all'acero ed all'ontano, ai quali si alternano biancospini, noccioli, cornioli, viburni e salici. Altre piante che oggi si possono riscontrare, ma che risalgono al Settecento ed all'Ottocento come introduzione, sono la robinia e l'ailanto.
Si può dire che la storia del bosco di cui ci sia giunta traccia certa (dal XVI secolo) ha mantenuto pressoché invariata la propria struttura, contrariamente a quanto accadde a gran parte del territorio lombardo ove prevalse l'espansione dell'agricoltura e scomparve lentamente “ogni vestigio della vegetazione primitiva”. Grande impulso diede al bosco lo scrittore e diplomatico italiano Carlo Alberto Pisani-Dossi (1849-1910), che divenne proprietario di questi fondi a partire dal suo matrimonio con Carlotta Borsani nel 1892. Questa era nipote ed unica erede di Francesco Mussi (fratello di Giuseppe, proprietario di ampi fondi in Corbetta e zone limitrofe, tra cui una preziosa casa quattrocentesca del centro storico (attuale sede del Museo archeologico Villa Pisani Dossi).
La tradizione naturalistica asservita alla conservazione del paesaggio ed all'amore per la natura venne continuata da Franco Pisani Dossi (1894-1968), figlio di Carlo, il quale istituì nel 1913 l'attuale "Azienda Faunistico-Venatoria Pisani Dossi"”.Alla sua morte, gli eredi (attuali proprietari del sito) hanno continuato a salvaguardare il bosco con opere di nuova piantumazione al fine di conservare l'antico splendore di quest'area, perennemente a rischio per il suo delicato ecosistema: interventi sono stati portati avanti già tra il 1998 ed il 2003 su una superficie di 16 ettari ed hanno portato al potenziamento della presenza sul territorio delle specie autoctone, impresa alla quale hanno collaborato i comuni compresi nell'area di estensione del Bosco di Riazzolo e l'ente Parco Agricolo Sud Milano. È in occasione di questi eventi, inoltre che è stato reintrodotto il Pelobates fuscus insubricus (Cornalia, 1873), una specie di rana un tempo comunissima ed oggi quasi estinta nella Pianura Padana.

### I fontanili
Rilevante, entro i terreni del Bosco, è anche la presenza di acque e fontanili, un tempo utilizzati per l'irrigazione ed oggi costituiscono una delle principali attrattive naturalistiche. Essi sono il Fontanile Risotto (legato strettamente alla coltura del riso assai diffusa nelle vicine frazioni di Rosio (Albairate) e Fagnano (Gaggiano), il Fontanile Porcile (che è riconducibile all'antico allevamento di maiali presso le popolazioni celtiche che abitavano questi luoghi), il Fontanile Uccella (che rimanda all'impiego faunistico dei boschi, già care ai Visconti ed agli Sforza). Alcuni campi sono poi irrigati dalla Roggia Soncina, fatta realizzare da Francesco I Sforza nel 1450 per far giungere l'acqua del Naviglio Grande sino al Castello di Cusago, di sua proprietà.

## Società
"Abitanti censiti"

### Etnie e minoranze straniere
Al 1º gennaio 2022 nella frazione risiedevano 6 cittadini stranieri, ovvero il 6,8% della popolazione residente. Nei dati ufficiali non sono considerati gli stranieri irregolari.

### Lingue e dialetti
Nel borgo è relativamente diffuso il dialetto milanese, mentre è molto presente il dialetto lombardo occidentale, assimilabile ad una lingua romanza derivata dal latino.

### Religione
La maggioranza della popolazione è cattolica.
Nella frazione è presente un luogo di culto cattolico, dipendente dalla parrocchia di Albairate e appartenente all'arcidiocesi di Milano.

## Economia
L'economia della frazione è storicamente stata totalmente agricola e lo è ancora oggi, in particolare con coltivazioni di cereali e mais. La maggior parte dei suoi residenti, ad ogni modo, lavora fuori dai confini della frazione. Al 2021 risultava occupato il 100% dei residenti in età lavorativa.